# 背叛 (小說)
《背叛》是科幻小說作家倪匡的衛斯理系列中編號第65篇小說，於1988年1月31日至5月15日連載與《明報》副刊。

## 作者自序
《背叛》這個故事，特別之至──我的每一個故事，都有它的獨特之處……在這以前，從來也沒有過那樣特別的事。

## 故事大綱
衛斯理和白素收到一篇小說手稿，來自作家君花(原名君化)。該小說手稿講述了一個發生在解放戰爭時期的故事，軍官甘鐵生還是一個排長時，在一火車站旁垃圾堆附近，收留了當年只有十二歲，與他名字相同的方鐵生，二人自此在軍隊中形影不離，有極好的關係，而且一同立下不少戰功，甘鐵生因此不斷升職，而方鐵生也總是擔任相應的副職。
在一次作戰中，兩位鐵生想到一種非常冒險但有效的戰術，即甘鐵生帶三分之一的軍隊假裝逃跑至山頭，而方鐵生則領其餘三分二部隊，在敵軍追擊甘鐵生在山上的部隊時，趁機從山下攻擊，於是山上山下兩支部隊圍殲在山腰的敵軍。然當計劃實行時，甘鐵生領軍逃上山頭後，方鐵生卻未按原定計劃在山下攻擊敵軍後方，結果甘鐵生的軍隊被敵軍圍殲。甘鐵生僥倖逃生後，發誓不再相信友情，在山間野居。方鐵生為何沒有按計劃而行，成為一個謎。
君化之後親自會見衛斯理夫婦，告之當時方鐵生與甘鐵生親若兄弟，但都迷戀上了他，在那場戰役之前，甘鐵生還特意把君化「讓」給了方鐵生，而方鐵生亦非通敵賣友，事後不知所蹤，君化認為方鐵生的背叛是毫無原因，這成為他心中的一個謎團。
後來衛斯理得知方鐵生的線索，便去了尋找他，在找到之後，君化詢問方鐵生背叛的原因。原來方鐵生並不因為其他，而是因為自小被甘鐵生收留以後，一直在心中對甘有一份感激，然而在這份感激愈發佔據他的心靈後，無法擺脫，壓力甚大，於是在那次有機會後，下定決心離開了軍隊。此事最終真相大白。